# Paul Joseph Nussbaum
Paul Joseph Nussbaum CP (* 7. September 1870 in Philadelphia; † 24. Juni 1935) war ein US-amerikanischer Geistlicher und Bischof von Sault Sainte Marie and Marquette.

## Leben
Paul Joseph Nussbaum trat in den Passionistenorden ein empfing am 20. Mai 1894 das Sakrament der Priesterweihe.
Papst Pius X. ernannte ihn am 4. April 1913 zum ersten Bischof des ein Jahr zuvor gegründeten Bistums Corpus Christi. Die Bischofsweihe spendete ihm der Apostolische Delegat in den Vereinigten Staaten, Erzbischof Giovanni Vincenzo Bonzano, am 20. Mai desselben Jahres; Mitkonsekratoren waren der Bischof von Newark, John Joseph O’Connor, und der Bischof von Brooklyn, Charles Edward McDonnell. Die Amtseinführung im Bistum Corpus Christi folgte am 8. Juni 1913.
Durch die Kirchenverfolgung nach der Mexikanischen Revolution kamen während Nussbaums Amtszeit mehrere hundert Priester und Ordensleute in das junge Bistum. Nussbaum errichtete das von Franziskanern betriebene  Duns Scotus College in Hebbronville, in dem auch Seminaristen für Mexiko ausgebildet wurden.
Am 22. April 1920 trat Nussbaum als Bischof von Corpus Christi zurück und wurde zum Titularbischof von Gerasa ernannt.
Papst Pius XI. ernannte ihn am 14. November 1922 zum Bischof von Sault Sainte Marie and Marquette.